# Кособа (Костанайская область)
Кособа (каз. Қособа) — село в Карабалыкском районе Костанайской области Казахстана. Административный центр Карабалыкского сельского округа. Код КАТО — 395043100.

## География
У села находится озеро Келете, в 1,5 км к западу от села расположено озеро Кособа, в 7 км севернее — пересыхающее озеро Каракопа, в 9 км к юго-востоку — Большой Талдыколь, в 4 км к югу — Тунгатар, в 4 км к юго-востоку — Жолдыбайколь, в 7 км к юго-западу — Улькенманас, в 9 км к юго-западу — Кишкинтайманас.

## Население
В 1999 году население села составляло 841 человек (423 мужчины и 418 женщин). По данным переписи 2009 года в селе проживал 351 человек (170 мужчин и 181 женщина).